# 永命寺 (川越市)
永命寺（えいめいじ）は、埼玉県川越市にある真言宗智山派の寺院。

## 歴史
寛永年間（1624年 - 1644年）に開山された。その後、1777年（安永6年）に俊乗によって中興された。そして幕末にも当地の名主増田治郎右衛門によって中興された。
現在の堂宇は1962年（昭和37年）に改築されたものである。

## 交通アクセス
- 路線バス下小坂停留所より徒歩4分。